# Mark Kerr (football)
Pour les articles homonymes, voir Kerr.
Mark Kerr est un footballeur écossais né le 2 mars 1982 à Coatbridge. Il évolue au poste de milieu défensif.

## Biographie
Mark Kerr joue 164 matchs en 1re division écossaise avec le club de Dundee United, et 69 matchs dans ce même championnat avec le club d'Aberdeen.
Le 7 juin 2010, il s'engage pour trois ans en faveur du club grec de l'Asteras Tripolis.
International espoir écossais, il reçoit en 2005 une sélection avec l'équipe B d'Écosse.
Mark Kerr est surtout connu des joueurs de Championship Manager 2002 pour être totalement surcoté par rapport à son niveau réel, faisant de lui l'un des meilleurs joueurs du monde à son poste. 

## Clubs
- 1998-2003 : Falkirk  Écosse
- 2003-2008 : Dundee United  Écosse
- 2008-2010 : Aberdeen  Écosse
- 2010-2012 : Asteras Tripolis  Grèce
- 2012 : Dunfermline Athletic  Écosse
- 2012-2013 : Dundee FC  Écosse
- 2013-jan. 2014 : Partick Thistle FC  Écosse
- fév. 2014-déc. 2014 : Queen of the South FC  Écosse
- depuis jan. 2015 : Falkirk FC  Écosse

## Statistiques
- 4 matchs et 1 but en Coupe de l'UEFA / Ligue Europa
- 233 matchs et 3 buts en 1re division écossaise
- 107 matchs et 8 buts en 2e division écossaise